# 岳岳
岳岳（英語：Pinkray，1992年7月11日—），本名岳明輝，北京人，為中國男歌手，坤音娛樂旗下艺人。大學就讀南京航空航天大學，研究所則就讀於英國格拉斯哥大學，畢業後返國實習不久即選擇成為一名練習生。2018年1月，參加愛奇藝偶像男團競演養成類真人秀《偶像練習生》，最後獲得第27名。於2018年8月30日，为坤音四子ONER的队长正式出道。

## 音樂作品
谎
哎
打哑谜
水中月
平行时空
夜

## 影視作品

### 固定節目
| 日期                 | 電視台 | 節目名稱   | 備註                               |
| 2018年1月19日-4月6日 | 愛奇藝 | 偶像練習生 | 最終成績第27名，節目最高名次第18名 |

## 偶像練習生參賽表現
| 日期          | 集數     | 節目內容 |
| 2018年1月19日 | 第一集   | 與坤音娛樂BC221成員一起出場，初始自我評價為等級D，並選擇20號座位                                                           |
| 2018年1月26日 | 第二集   | 與坤音娛樂BC221成員初登場表演，表演曲目《解藥》，獲得等級C                                                                 |
| 2018年2月2日  | 第三集   | 主題曲《EIEI》考核，再評定成績下降至等級D                                                                                  |
| 2018年2月9日  | 第四集   | 組合對抗考核，表演《Shake》，在A組擔任隊伍中的隊長，在表演現場獲得15票                                                     |
| 2018年2月16日 | 第五集   | 第一輪排名儀式，以1,043,108票獲得第21名                                                                                    |
| 2018年2月23日 | 第六集   | 位置評價考核，選擇RAP位置並與Auto-tune隊伍組員一起表演《Artist》，在表演現場獲得174票                                      |
| 2018年3月2日  | 第七集   | 位置評價考核，在所有RAP位置的選手中排名第7                                                                                 |
| 2018年3月9日  | 第八集   | 第二輪排名儀式，以3,698,435票獲得第18名，並透過全民製作人投票安排主題考核表演《Firewalking》，最後卻因隊伍人數過多而遭換曲 |
| 2018年3月16日 | 第九集   | 主題考核，與心跳獵手隊伍組員一起表演《Boom Boom Boom》並擔任隊伍中的隊長，在表演現場獲得14票                               |
| 2018年3月23日 | 第十集   | 第三輪排名儀式，以575,906票獲得第27名，無緣進入最終的總決賽                                                                |
| 2018年3月30日 | 第十一集 | 導師合作賽，與Black agent特務聯盟隊伍組員和周潔瓊合作，一起表演《特務J》                                                   |
| 2018年4月6日  | 第十二集 | 總決賽，返場與所有練習生在節目開頭一起表演主題曲《EIEI》                                                                   |

## 外部連結
- 岳岳的新浪微博